# 鹿島駅
鹿島駅（かしまえき）は、福島県南相馬市鹿島区御前ノ内にある、東日本旅客鉄道（JR東日本）常磐線の駅である。

## 歴史
- 1898年（明治31年）4月3日：日本鉄道の駅として開業[3]。
- 1906年（明治39年）11月1日：日本鉄道が国有化され、官設鉄道の所属となる[3]。
- 1909年（明治42年）10月12日：線路名称の制定により、常磐線の所属となる。
- 1949年（昭和24年）6月1日：日本国有鉄道が発足。
- 1972年（昭和47年）10月2日：貨物の取り扱いを廃止[3]。
- 1985年（昭和60年）3月14日：荷物の扱いを廃止[3]、簡易委託化される[4]。
- 1987年（昭和62年）4月1日：国鉄分割民営化により、JR東日本の駅となる[3]。
- 1990年（平成2年）：再度有人化され、直営駅となる。
- 2009年（平成21年）3月14日：ICカード「Suica」の利用が可能となる[報道 1]。
- 2011年（平成23年）
  - 3月11日：東日本大震災により、営業を休止。
  - 5月23日：代行バスの乗り入れを開始。
  - 12月20日：原ノ町駅 - 相馬駅間で代行バスの運転終了。
  - 12月21日：当駅の営業および原ノ町駅 - 相馬駅間で運転を再開[報道 2]。
- 2016年（平成28年）7月12日：小高駅 - 原ノ町駅間の運転再開に伴い、要員を小高駅に配置転換するため無人化[新聞 1]。
- 2024年（令和6年）10月1日：えきねっとQチケのサービスを開始[1][報道 3]。

## 駅構造
原ノ町統括センター（原ノ町駅）管理の無人駅で、相対式ホーム2面2線を有する地上駅である。ホームと駅舎との間は跨線橋で連絡している。また、上り線ホーム上に待合所が設置されている。特急列車は停車しないが、貨物列車などとの列車交換を行う関係で他の駅と同様、ホームの有効長は長い。
駅舎内に待合室があり、乗車駅証明書発行機、簡易Suica改札機、運行情報を伝える多目的モニターが設置されている。現在は無人駅であるが、有人駅時代の事務室が残されている。

### のりば
| 番線 | 路線    | 方向 | 行先       |
| ---- | ------- | ---- | ---------- |
| 1    | ■常磐線 | 下り | 相馬方面   |
| 2    | ■常磐線 | 上り | 原ノ町方面 |

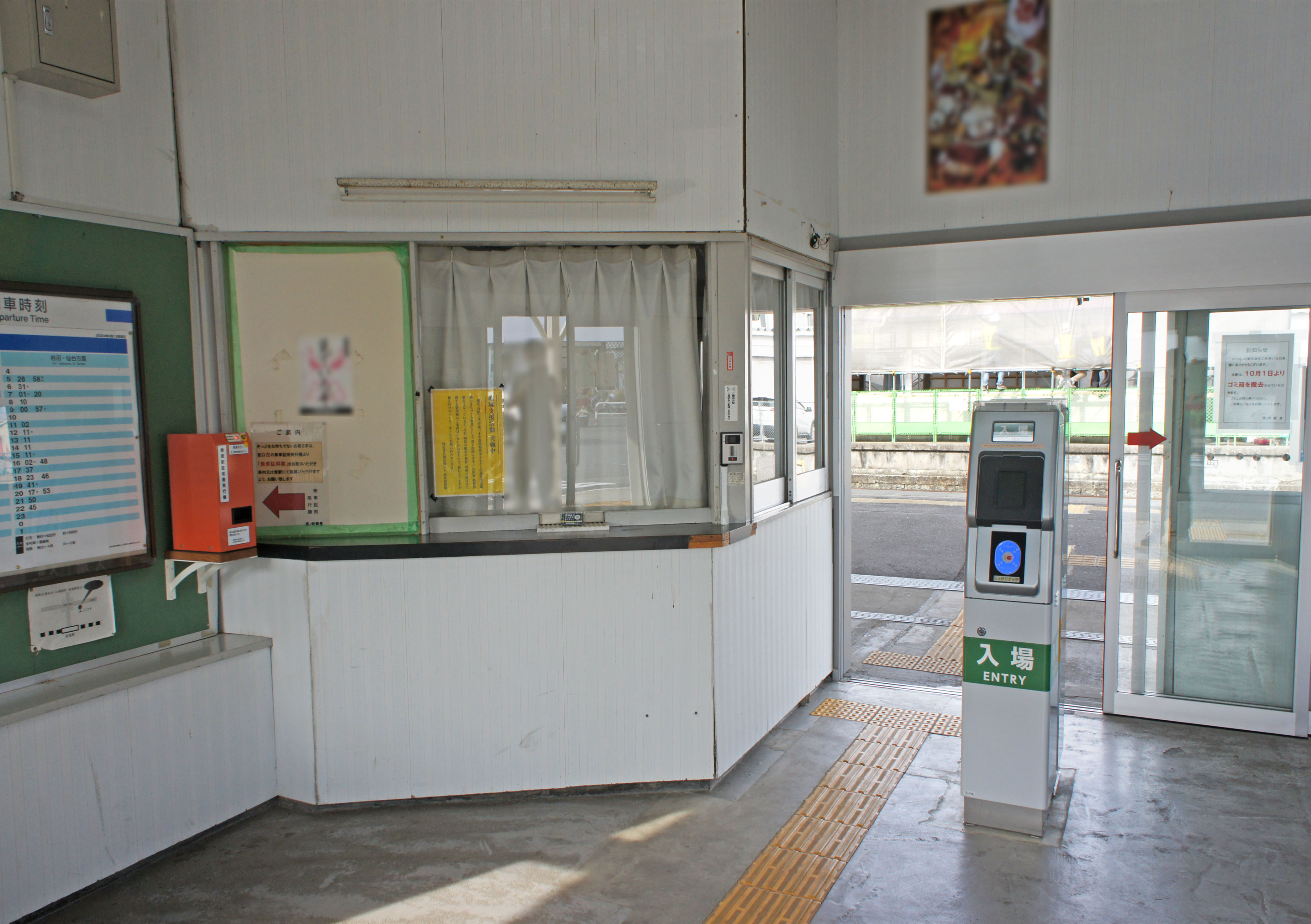
改札口（2022年4月）
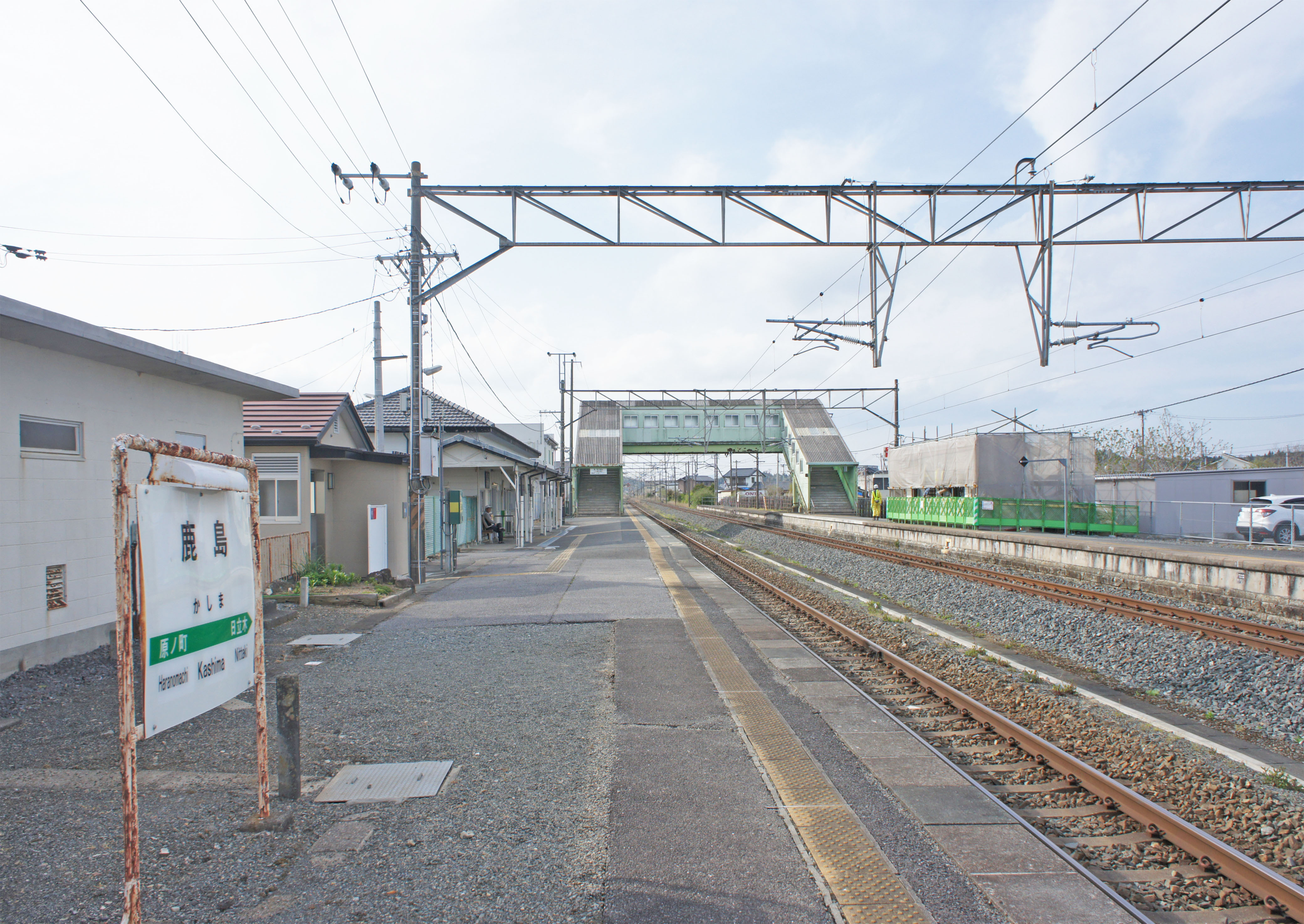
ホーム（2022年4月）

## 利用状況
JR東日本によると、2000年度（平成12年度）- 2015年度（平成27年度）の1日平均乗車人員の推移は以下のとおりであった。
| 1日平均乗車人員推移 | 1日平均乗車人員推移 | 1日平均乗車人員推移 | 1日平均乗車人員推移 | 1日平均乗車人員推移 |
| 年度                | 定期外              | 定期                | 合計                | 出典                |
| ------------------- | ------------------- | ------------------- | ------------------- | ------------------- |
| 2000年（平成12年）  |                     |                     | 596                 | [ 利用客数 1 ]      |
| 2001年（平成13年）  |                     |                     | 564                 | [ 利用客数 2 ]      |
| 2002年（平成14年）  |                     |                     | 530                 | [ 利用客数 3 ]      |
| 2003年（平成15年）  |                     |                     | 522                 | [ 利用客数 4 ]      |
| 2004年（平成16年）  |                     |                     | 524                 | [ 利用客数 5 ]      |
| 2005年（平成17年）  |                     |                     | 484                 | [ 利用客数 6 ]      |
| 2006年（平成18年）  |                     |                     | 461                 | [ 利用客数 7 ]      |
| 2007年（平成19年）  |                     |                     | 434                 | [ 利用客数 8 ]      |
| 2008年（平成20年）  |                     |                     | 430                 | [ 利用客数 9 ]      |
| 2009年（平成21年）  |                     |                     | 405                 | [ 利用客数 10 ]     |
| 2010年（平成22年）  |                     |                     | 378                 | [ 利用客数 11 ]     |
| 2011年（平成23年）  | 非公表              | 非公表              | 非公表              |                     |
| 2012年（平成24年）  | 65                  | 227                 | 293                 | [ 利用客数 12 ]     |
| 2013年（平成25年）  | 68                  | 244                 | 313                 | [ 利用客数 13 ]     |
| 2014年（平成26年）  | 69                  | 230                 | 299                 | [ 利用客数 14 ]     |
| 2015年（平成27年）  | 65                  | 252                 | 318                 | [ 利用客数 15 ]     |

## 駅周辺
駅舎周辺は商店街となっており、鹿島区の中心部である。
- 南相馬市鹿島区役所（旧・鹿島町役場）
- 鹿島郵便局
- 福島県道120号浪江鹿島線（陸前浜街道）
- 福島県道170号鹿島停車場線
- 福島県道265号烏崎江垂線
- 福島県道266号南海老鹿島線
- 福島県道267号大芦鹿島線
- 福島県道268号草野大倉鹿島線
- 国道6号：駅の100メートルほど東を常磐線とほぼ併走するように通っている。
- 横手古墳群
- 真野古墳群
- 真野古城跡
- 鹿島御子神社
- ダイユーエイト南相馬鹿島店
- フレスコキクチ鹿島店
- ツルハドラッグ鹿島寺内店
- 真野川

## バス路線
「鹿島駅前」停車中にて、福島交通相馬営業所が運行する路線バスが発着する。かつては東北アクセス（旧・はらまち旅行）が運行する路線バスが鹿島6号線に南相馬 - 仙台の路線が停車し、仙台方面との利用が可能であったが、全便特急（直行）化に伴い2017年（平成29年）4月1日より経路外となった。鹿島・牛島線、鹿島・栃窪線、鹿島・舘前線は、2021年（令和3年）10月1日のダイヤ改正にて廃止された。
- 原町線：相馬営業所行き
- （急行）南相馬 - 川俣・福島線：福島駅東口行き

## 隣の駅
東日本旅客鉄道（JR東日本）
■常磐線
原ノ町駅 - *（高平信号所） - 鹿島駅 - 日立木駅
*打消線は廃止信号所

### 記事本文

#### 報道発表資料
1. ↑  『Suicaをご利用いただけるエリアが広がります。』（PDF）（プレスリリース）東日本旅客鉄道、2008年12月22日。オリジナルの2020年5月24日時点におけるアーカイブ。2020年5月25日閲覧。
2. ↑  『常磐線の運転計画について』（PDF）（プレスリリース）東日本旅客鉄道水戸支社、2011年12月14日。オリジナルの2012年1月25日時点におけるアーカイブ。2022年7月19日閲覧。
3. ↑  『Suicaエリア外もチケットレスで! 東北エリアから「えきねっとQチケ」がはじまります』（PDF）（プレスリリース）東日本旅客鉄道、2024年7月11日。オリジナルの2024年7月11日時点におけるアーカイブ。2024年8月1日閲覧。

#### 新聞記事
1. ↑  「鹿島駅が無人化へ 常磐線再開の小高駅に配置転換」『福島民友新聞』2016年7月8日。オリジナルの2016年7月9日時点におけるアーカイブ。2022年7月19日閲覧。

### 利用状況
1. ↑  “各駅の乗車人員（2000年度）”.   東日本旅客鉄道. 2019年3月3日閲覧。
2. ↑  “各駅の乗車人員（2001年度）”.   東日本旅客鉄道. 2019年3月3日閲覧。
3. ↑  “各駅の乗車人員（2002年度）”.   東日本旅客鉄道. 2019年3月3日閲覧。
4. ↑  “各駅の乗車人員（2003年度）”.   東日本旅客鉄道. 2019年3月3日閲覧。
5. ↑  “各駅の乗車人員（2004年度）”.   東日本旅客鉄道. 2019年3月3日閲覧。
6. ↑  “各駅の乗車人員（2005年度）”.   東日本旅客鉄道. 2019年3月3日閲覧。
7. ↑  “各駅の乗車人員（2006年度）”.   東日本旅客鉄道. 2019年3月3日閲覧。
8. ↑  “各駅の乗車人員（2007年度）”.   東日本旅客鉄道. 2019年3月3日閲覧。
9. ↑  “各駅の乗車人員（2008年度）”.   東日本旅客鉄道. 2019年3月3日閲覧。
10. ↑  “各駅の乗車人員（2009年度）”.   東日本旅客鉄道. 2019年3月3日閲覧。
11. ↑  “各駅の乗車人員（2010年度）”.   東日本旅客鉄道. 2019年3月3日閲覧。
12. ↑  “各駅の乗車人員（2012年度）”.   東日本旅客鉄道. 2019年3月3日閲覧。
13. ↑  “各駅の乗車人員（2013年度）”.   東日本旅客鉄道. 2019年3月3日閲覧。
14. ↑  “各駅の乗車人員（2014年度）”.   東日本旅客鉄道. 2019年3月3日閲覧。
15. ↑  “各駅の乗車人員（2015年度）”.   東日本旅客鉄道. 2019年3月3日閲覧。